# Андреасен, Нэнси Кувер
Нэнси Кувер Андреасен (англ. Nancy Coover Andreasen; 1938, Линкольн, шт. Небраска) — видный американский нейробиолог и нейропсихиатр, исследователь феноменов креативности и процессов, вызывающих психические заболевания. В настоящее время — профессор психиатрии в университете штата Айова.
Карьера Нэнси Андреасен началась в гуманитарной сфере. В Университете Небраски-Линкольна она изучала литературу, историю и философию, получила докторскую степень по английской литературе, будучи стипендиатом Гарварда и Оксфорда, и начала работу в качестве профессора литературы эпохи Возрождения на кафедре английской литературы Университета штата Айова. За несколькими статьями, посвященными Джону Донну, последовала первая книга: «Джон Донн: консервативный революционер» (англ. John Donne: Conservative Revolutionary, 1967).
В то же время достижения в литературоведении стали представляться Нэнси не заслуживающими всех усилий, затраченных ею на исследования: «Они не изменят курса истории, не помогут человечеству». После рождения первого ребёнка у Нэнси случилась родильная горячка, и выздоровление после этого осложнения, которое в прежние времена уносило множество жизней, навело её на мысль о поиске причин менее изученных расстройств. Последующую жизнь Нэнси посвятила психическим заболеваниям.
Закончив к 1970 году курс в колледже Университета Айовы, она прошла трёхлетнюю аспирантуру по психиатрии. Первые два года работы психиатром Нэнси провела в госпитале Университета Айовы, работая с людьми, пережившими тяжелейшие ожоги. Заняв место на факультете, она вернулась к интересовавшей её проблеме шизофрении, в частности неспособности больных адекватно реагировать на окружающий мир, эмоционального отупения — того, что впоследствии стали объединять под названием «негативные симптомы».
Сами понятия «негативных» и «позитивных» симптомов, пусть и не в сегодняшнем их психиатрическом понимании, были использованы ещё в 1880-х годах Хьюлингсом Джексоном в его рассуждениях о возможных механизмах психических заболеваний.:163 Возрождение концепции началось в 1970-е годы, когда развитие технологий дало надежду на начало серьёзного поиска молекулярных механизмов. Измерение различных показателей психоза не позволяло предсказать, насколько будет нарушена воля и как болезнь повлияет на уровень общения человека, его общественный статус. Психотические, «позитивные» симптомы, казалось, жили отдельной жизнью от проявлений деградации. Ряд исследователей начали разрабатывать это направление, в их числе Тим Кроу и Нэнси Андреасен, создавшая шкалы для оценки позитивных (SAPS) и негативных симптомов (SANS).
В 1980-х и 1990-х годах Андреасен с коллегами проводила новаторские исследования больных шизофренией с помощью МРТ и SPECT, пытаясь обнаружить корреляции симптомов с изменениями объёмов различных отделов мозга и характером активации мозга при выполнении когнитивных задач.
Исследования Андреасен показали, что у лиц с диагнозом шизофрения мозговое вещество сокращается намного быстрее, чем у здоровых из той же возрастной группы. В 2011 году Нэнси Андреасен с соавторами опубликовала результаты исследования, в ходе которого было обнаружено, что бо́льшая интенсивность лечения антипсихотиками, как и бо́льшая длительность наблюдения за пациентами, коррелировала с более значительным снижением объёма ткани мозга. При этом тяжесть болезни оказывала малозначительное влияние на объём ткани или не оказывала его вообще.
По утверждению Андреасен, приём антипсихотиков приводит к постепенной атрофии префронтальной коры. Тем не менее она подчёркивала, что предотвращение рецидива является важной задачей, однако его нужно обеспечивать, применяя, насколько возможно, самые низкие дозы антипсихотиков, позволяющие держать симптомы под контролем, и сочетая препараты с когнитивной и социальной терапией.

## Награды
- Национальная научная медаль США, вручена в 2000 году[11] за «..её важный вклад в науки о социуме и поведении, заключающийся в интегральном изучении разума, мозга и поведения, объединении науки о поведении с технологиями нейронаук и нейровизуализационными методиками с целью обрести понимание ментальных процессов, в том числе памяти и креативности, и болезней, таких как шизофрения».[12]

- От NARSAD:
  - Приз Либера за исследования шизофрении, 2001 год.[13]
- Приз фонда Инбев-Байе-Латур за вклад в улучшение здоровья человека, вручен в 2003 году. Основание — «..новаторский вклад в наше понимание ранней диагностики, патологических механизмов и терапии шизофрении. Работа доктора Андреасен значительно расширила наше понимание роли префронтальной коры в негативной симптоматике; была показана ассоциация негативных симптомов шизофрении с нейропсихологическими отклонениями, предполагающими дисфункцию префронтальной коры».[14]
- От Американской психиатрической ассоциации:
  - Награда за выдающуюся службу, 2004.[15]
  - Награда имени Джуда Мармора (англ. Judd Marmor Award), 2007.[16]

## Книги
- «John Donne: Conservative Revolutionary», 1967
- «Introductory Textbook of Psychiatry», Fourth Edition by Nancy C. Andreasen and Donald W. Black
- «The Creative Brain: The Science of Genius»
- «Brave New Brain: Conquering Mental Illness in the Era of The Genome»
- «The Broken Brain»
- «Understanding mental illness: A layman’s guide (Religion and medicine series)»
- «Schizophrenia: From Mind to Molecule (American Psychopathological Association)»
- «Brain Imaging: Applications in Psychiatry»